# 新体制運動
新体制運動（しんたいせいうんどう）とは、1940年（昭和15年）、大日本帝国において近衛文麿首相が中心となり、同年の第2次近衛内閣による外交政策で日独伊三国同盟が締結され、アドルフ・ヒトラーの率いるナチス・ドイツやベニート・ムッソリーニ率いるイタリア・ファシスト党を模して内政面で、国民組織を結成しようとした政治運動である。
統制経済、尋常小学校制の解体（国民学校）、政党の正式な解体（大政翼賛会）、労働組合の解体（大日本産業報国会）を通して、国家総動員による連合国との戦争、共産主義の阻止を目指した。

## 「バスに乗り遅れるな」
「新体制運動」が進められた背景には、「共産主義運動の広まり」と、「世界的な全体主義の台頭」が挙げられる。当時ソビエト連邦に対抗し、欧州の一部の国々、とりわけイタリア王国、ナチス・ドイツで、一党独裁による「挙国一致体制」が進められていた。世界恐慌から通ずる情勢不安において、ソ連が影響を受けていないとみられていたことから、共産主義には警戒しつつもソ連の方法が今後の世界の参考になりうると考えられた。
また、日本に先行して全体主義体制の確立を試みていた満洲国（1932年建国）の満洲国協和会も、新体制運動に影響を与えていた。
新体制運動を主導した近衛文麿が、雑誌『日本及日本人』で「英米本位の平和主義を排す」と題する論文を発表するなどして、私有財産制を否定するマルクス主義に触れた大正期から昭和初期にかけては、これらの思想は学者・研究者、ジャーナリストや文学者などが主導したが、まもなく農村出身の苦学の若年層たちを通して、彼らの実家である農村の貧困層や無教養層にも広まった。
1933年（昭和8年）の日本共産党幹部らによる転向宣言後は、軍部（主に陸軍）や警察にも大きな影響を与えた。
1937年（昭和12年）に首相に就任した近衛（第1次近衛内閣）は、これを世界的潮流と認識し、「やがて世界は『ソ連』、『ドイツ・イタリア』、『アメリカ・イギリス』、『日本』の四大勢力により分割支配されるだろう」と予想した。そのため日本では、時流に取り残されることを恐れ、また新体制に諸問題の解決を期待する運動が高まり、「バスに乗り遅れるな」というスローガンが広く使用されるようになった。このことが日独伊三国同盟への道を急速に開き、1940年（昭和15年）9月27日、ドイツの首都ベルリンにおいて条約が正式に調印された。
しかし新体制運動は反対が大きく、結局近衛も消極的になって中途半端なものになり、明治以来の権力分立体制の状態で日米交渉、対米開戦へと突入する。